# Забелия
Забелия (лат. Zabelia) — род деревянистых растений семейства Жимолостные (Caprifoliaceae).
Род назван в честь немецкого ботаника Германа Цабеля.

## Ботаническое описание
Листопадные кустарники. Старые ветви часто с 6 глубокими продольными бороздками; молодые — часто с загнутыми назад жесткими волосками. Стебли утолщённые в узлах. Листья супротивные, по краю цельные или зубчатые (на молодых побегах иногда лопастные), на коротких черешках. Черешки супротивных пар листьев расширенные и сросшиеся в основании, охватывают почки и остаются после опадения листовых пластинок.
Соцветие — конечный скученный тирс из 1—3-цветковых, сидячих цимоидов. Чашелистиков 4—5, от узко-продолговатых до эллиптических, остающихся при плодах. Венчик белый, бледно-розовый или красноватый, трубчато-блюдцевидный, 4—5-лопастный; трубка венчика обычно без отчетливого вздутия у основания, внутри желёзистая. Тычинки не выступают из венчика; пыльники жёлтые. Плод — кожистая, продолговатая семянка, увенчанная стойкими долями чашечки; семена почти вальковатые, семенная кожура перепончатая, эндосперм мясистый.

## Виды
Род включает 8 видов:
- Zabelia angustifolia (Bureau & Franch.) Makino
- Zabelia biflora (Turcz.) Makino
- Zabelia corymbosa (Regel & Schmalh.) Makino — Забелия щитковидная
- Zabelia densipila M.P.Hong, Y.C.Kim & B.Y.Lee
- Zabelia dielsii (Graebn.) Makino
- Zabelia integrifolia (Koidz.) Makino ex Ikuse & S.Kuros. typus
- Zabelia triflora (R.Br. ex Wall.) Makino
- Zabelia tyaihyoni (Nakai) Hisauti & H.Hara